# Ostergrab

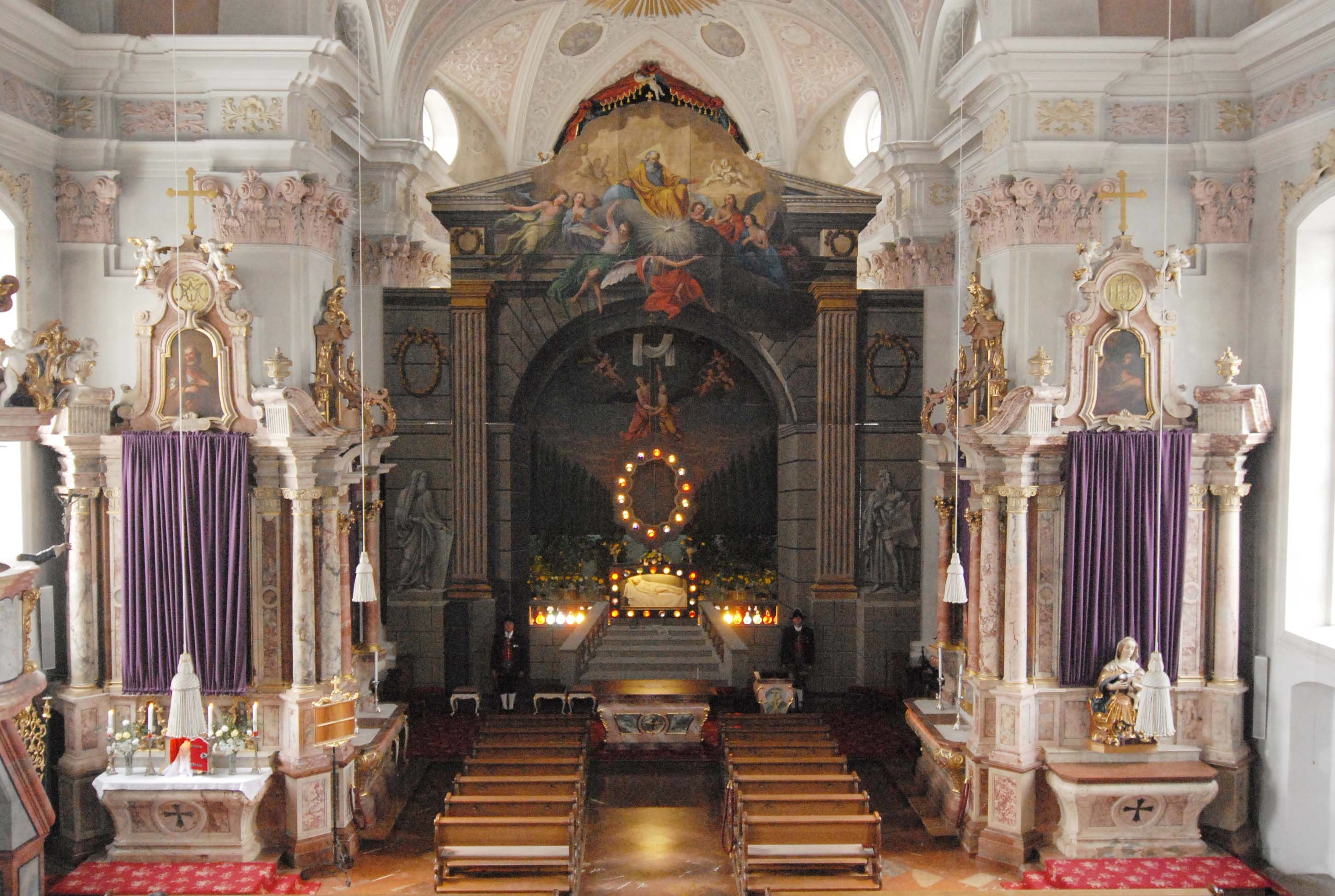
Ostergrab de 1832 devant le maître autel de l'église du doyenné de St. Johann in Tirol.

Un Ostergrab (« sépulcre pascal », de l'allemand Ostern, « Pâques », et Grab, « tombeau ») est un décor d'autel temporaire et amovible propre aux célébrations catholiques de la semaine sainte et de Pâques dans la région du Tyrol, aujourd'hui partagée entre le Land du Tyrol en Autriche et la région du Trentin-Haut-Adige en Italie. Également appelé Heiliges Grab (« Saint-Sépulcre »), ce type de décor existe également dans certaines paroisses de Suisse et de l'Allemagne, surtout du Sud de l'Allemagne.

## Historique
Apparus au XVIIe siècle, les Ostergräber mettent en scène le sépulcre et la résurrection du Christ au moyen de figurines ou de panneaux coulissants en toile, bois ou carton. On peut en trouver de toutes tailles, depuis l'autel domestique jusqu'aux impressionnants décors montés devant les maîtres autels de certaines chapelles et églises. D'esprit et de style baroques, ceux-ci sont comparables à des décors de théâtre, avec leurs coulisses, leurs jeux de superposition ainsi que leur architecture et leur perspective en trompe-l’œil créant des effets de profondeur. Des lumières dans des boules de verre colorées complètent ces dispositifs.
Interdits une première fois lors du Joséphisme religieux (1782-1790) puis une seconde fois lors de l'occupation franco-bavaroise (1805-1814), les Ostergräber connaissent un âge d'or au XIXe siècle. Souvent négligés voire détruits dans la seconde moitié du XXe siècle (et particulièrement au cours des années 1970, dans le sillage du renouveau liturgique initié par Vatican II), ces décors pascaux sont aujourd'hui préservés et restaurés.

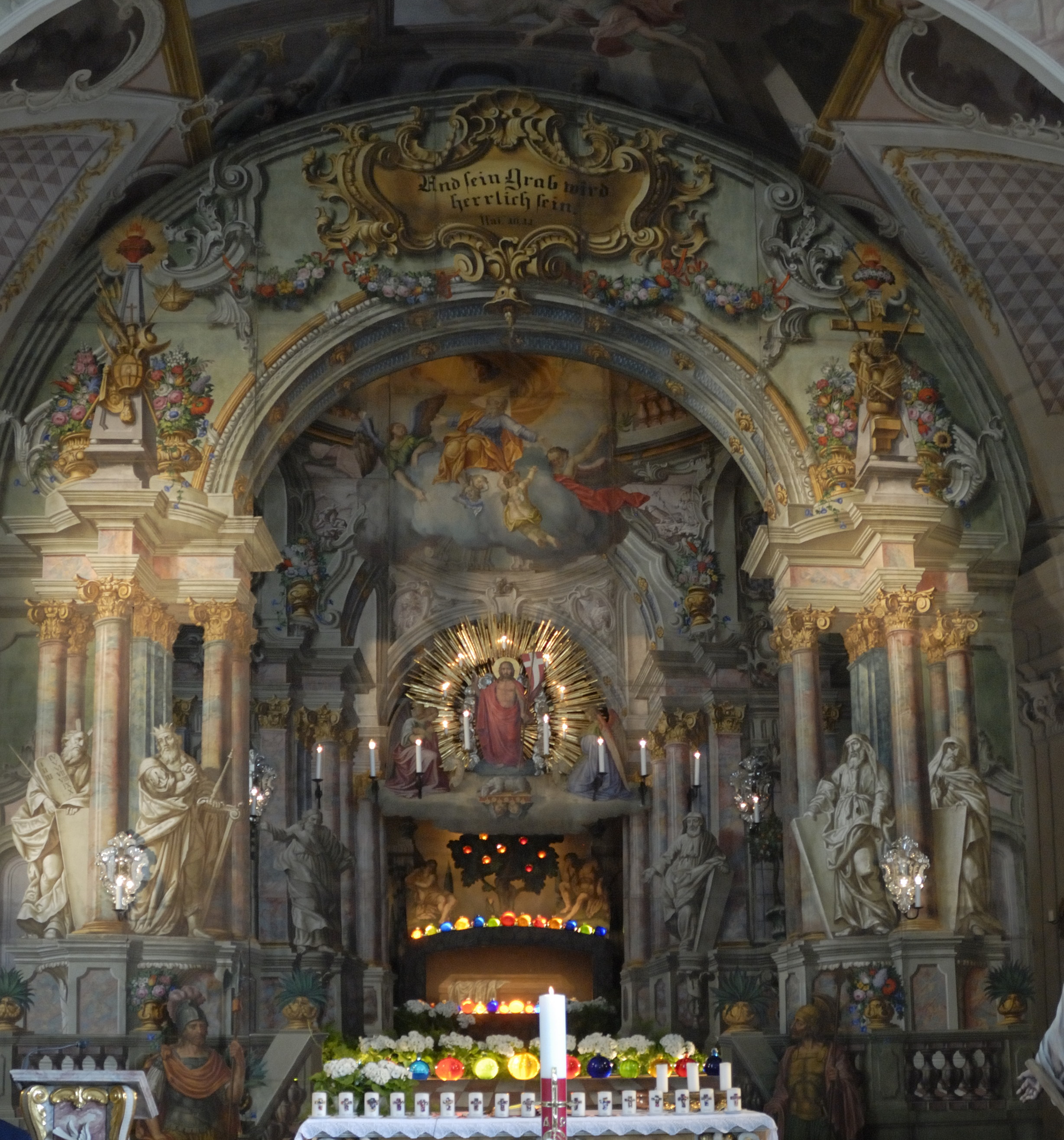
Heiliges Grab à Patsch (Tyrol).
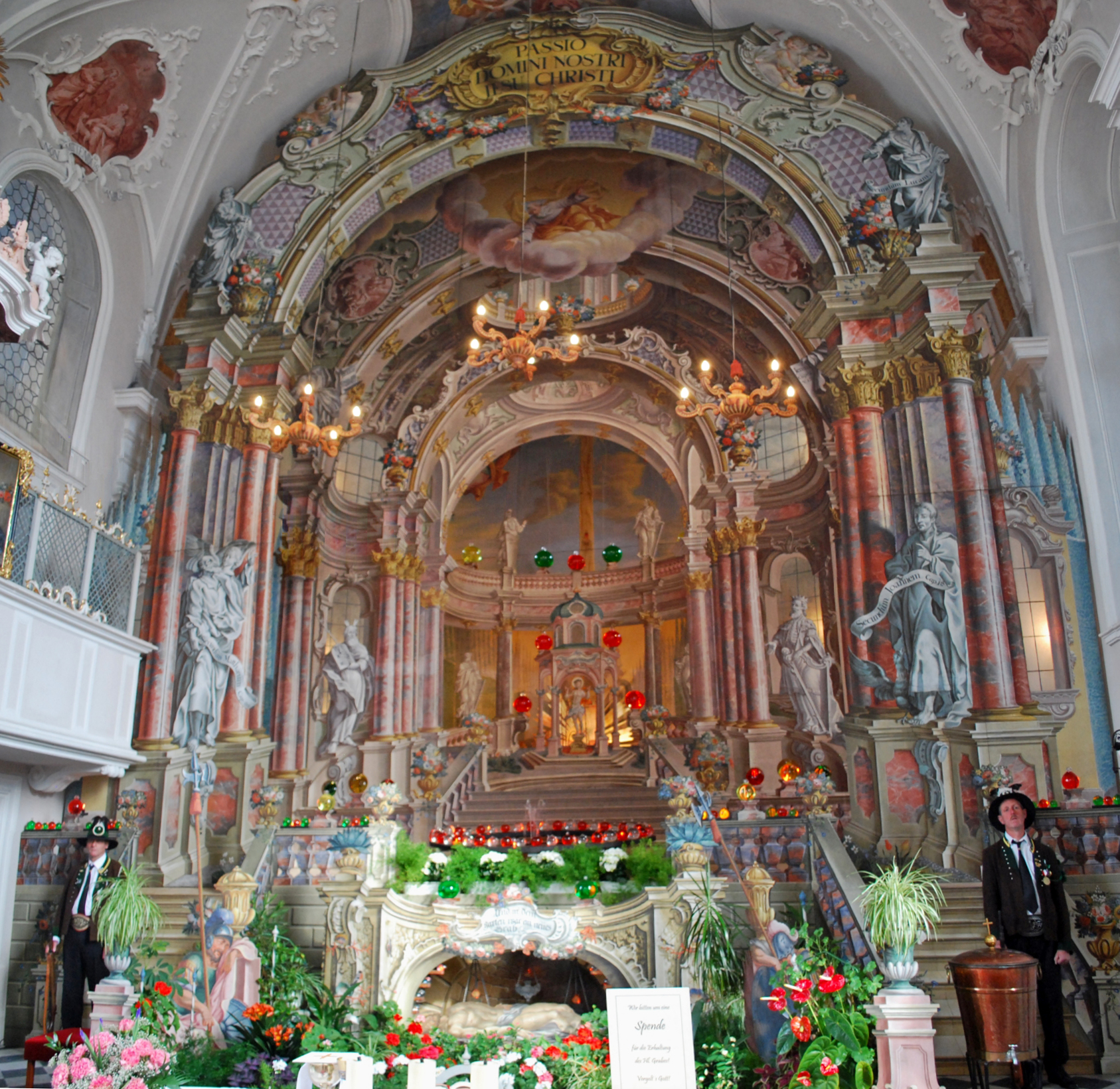
Heiliges Grab à Schönberg im Stubaital.
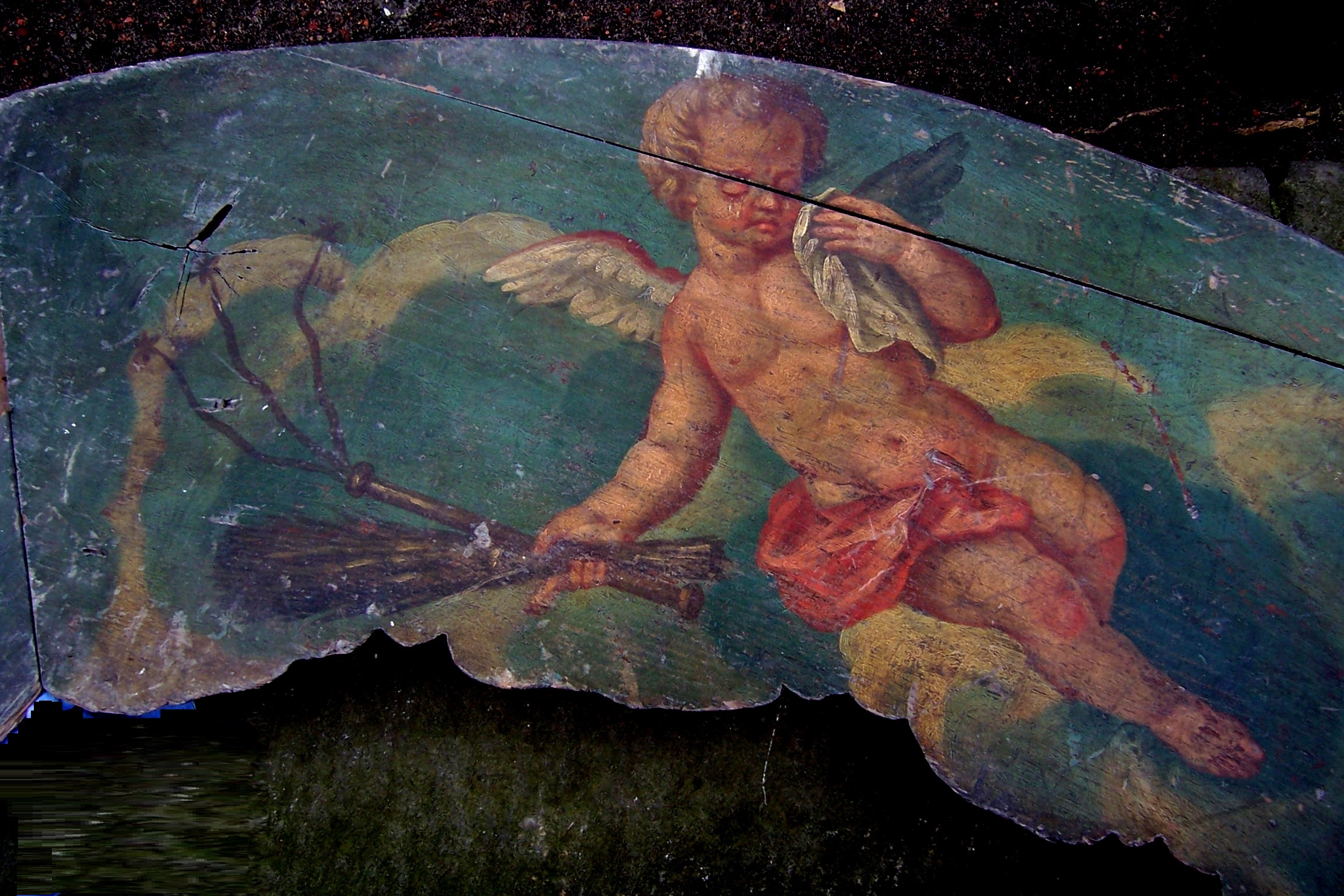
Heiliges Grab à Metelen. Il a été conservé dans un musée et n'est pas exposé au public.
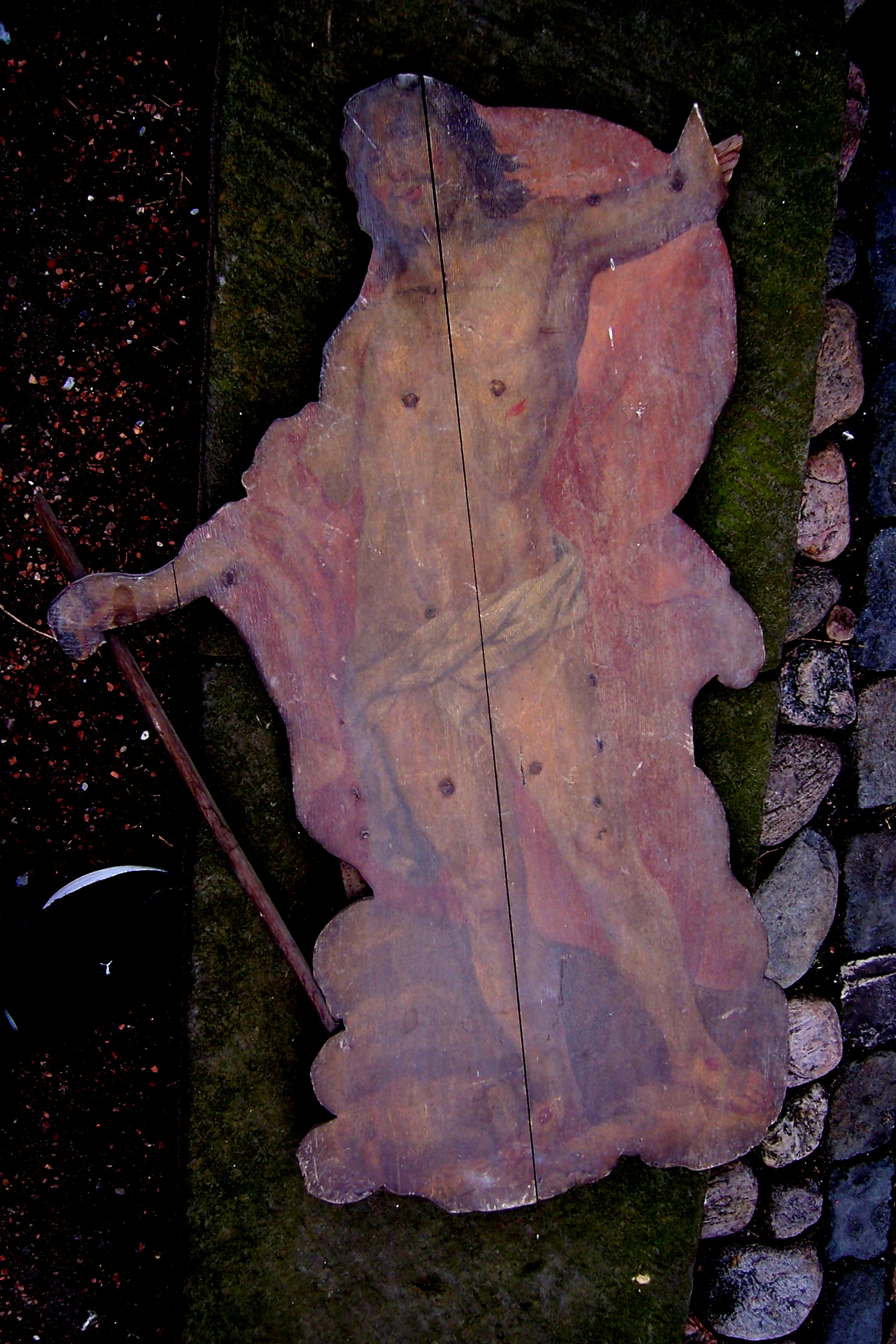
Heiliges Grab à Metelen: le Christ ressuscité .
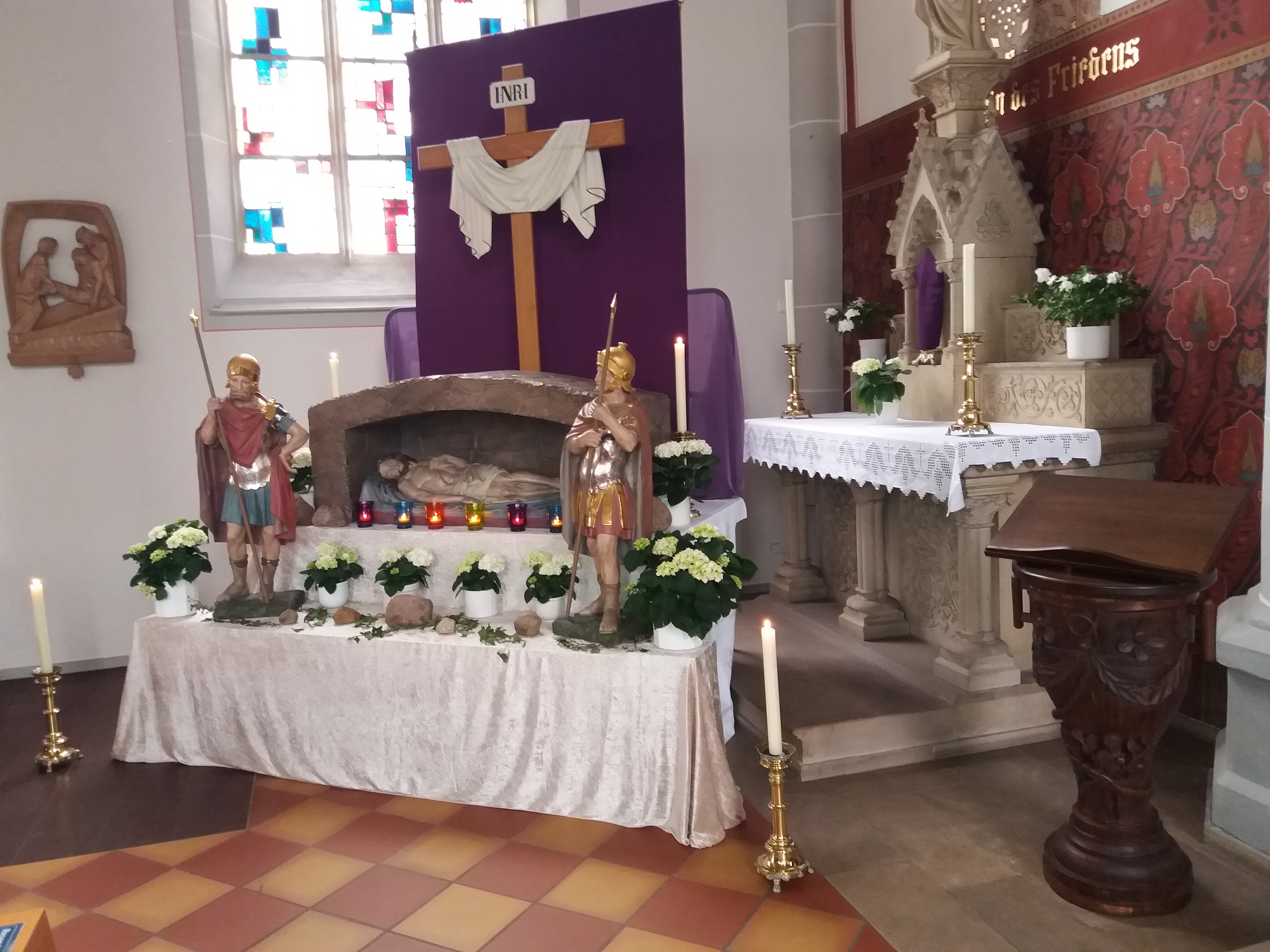
un Heiliges Grab rare dans le nord de l'Allemagne à Rütenbrock/Haren (Ems). Il est érigé chaque année.

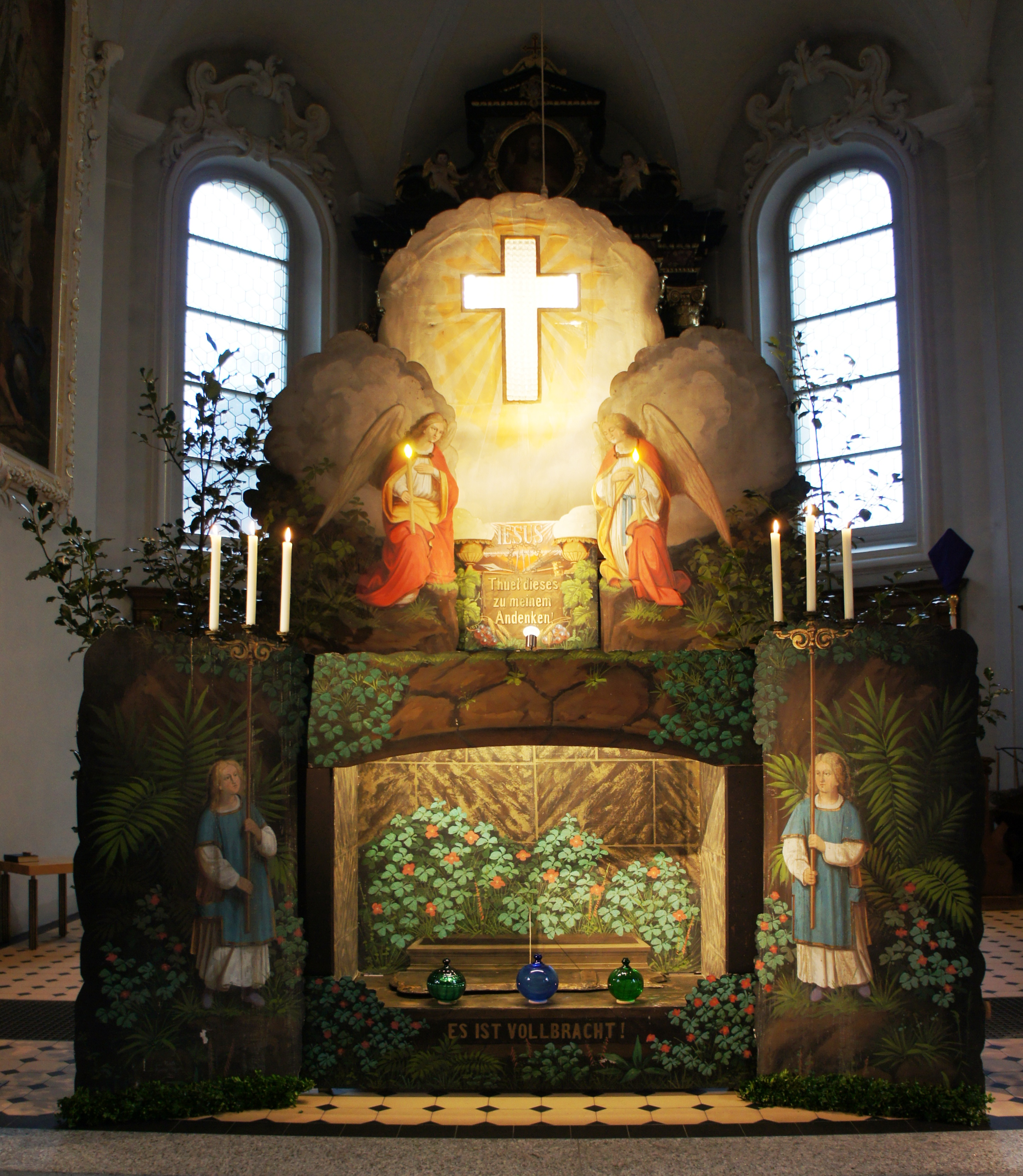
Heiliges Grab de Kobelwald (Oberriet, canton de Saint-Gall, Suisse) photographié le jeudi saint.
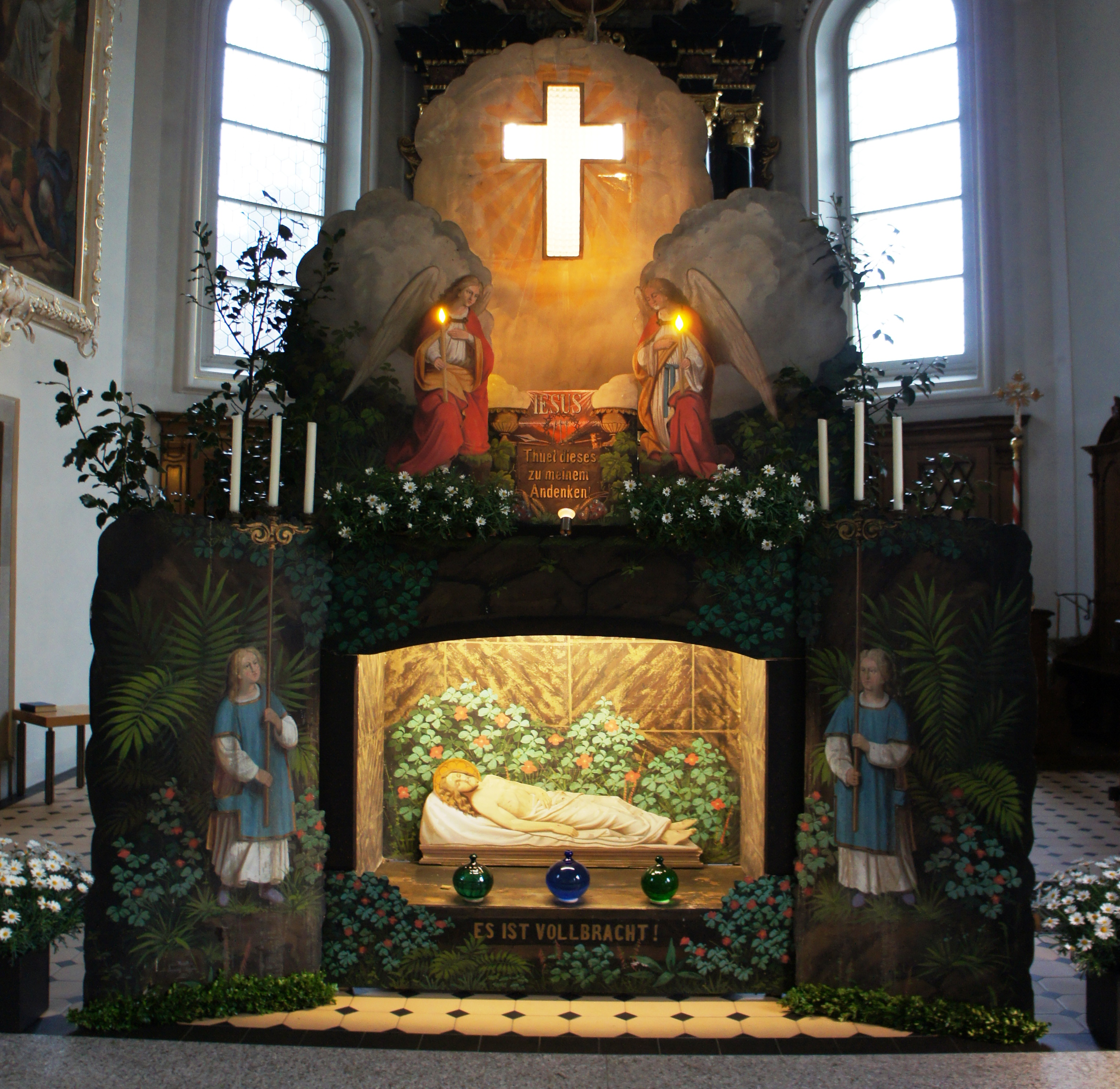
Photographié le samedi suivant, on y voit le Christ au tombeau.
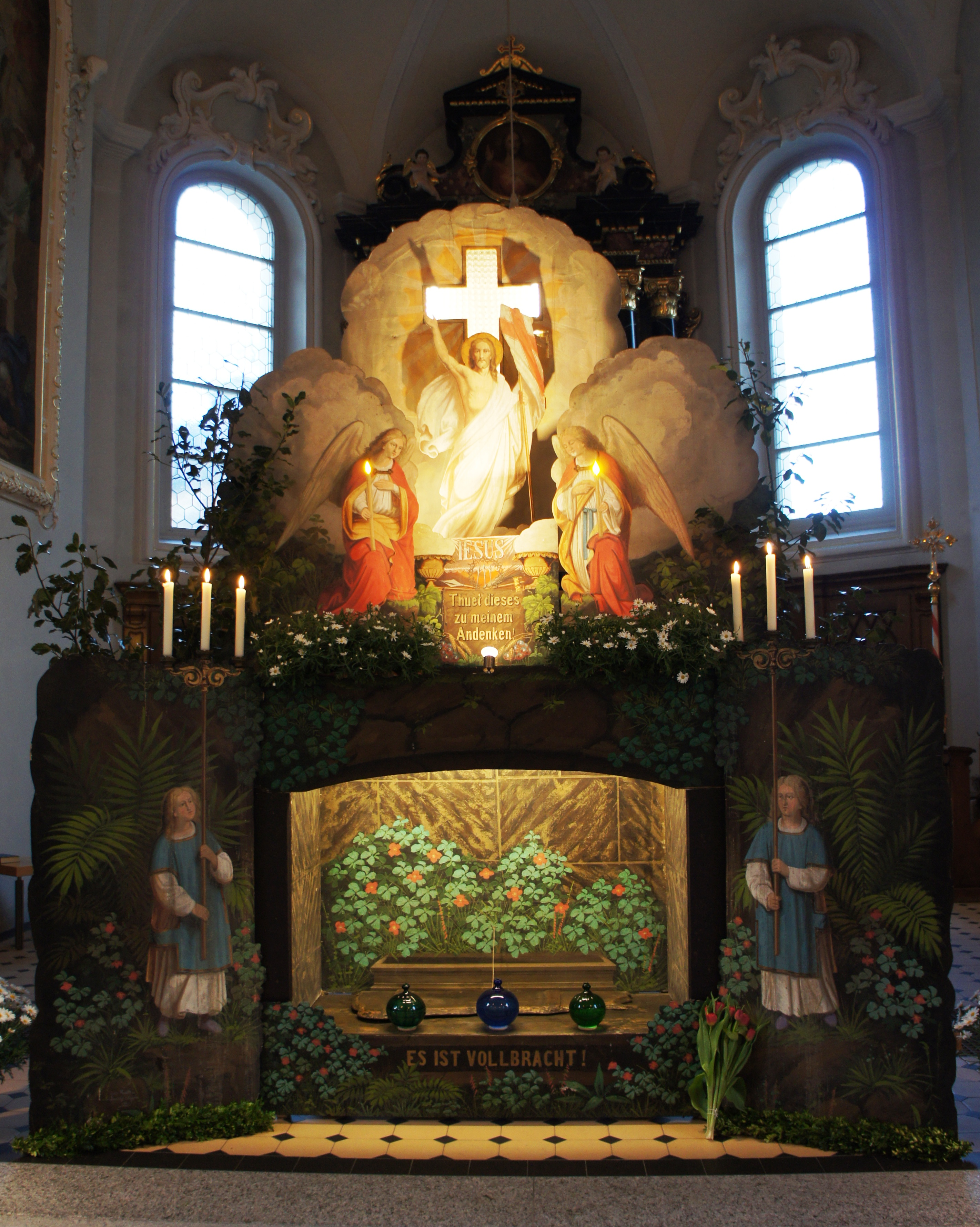
Photographié le dimanche de Pâques, on y voit le tombeau vide et le Christ ressuscité.